# 蘇洵家族墓地
蘇洵家族墓地位於四川省眉山市東坡區，文物遺址年代判定為北宋。埋葬主人為蘇洵夫婦以上先人以及蘇軾元配、蘇轍元配。2007年6月1日公佈為四川省第七批文物保護單位。